# Durham (North Carolina)
Durham ist eine City im zentralen, nördlichen North Carolina. Sie ist der County Seat des Durham County. Das U.S. Census Bureau hat bei der Volkszählung 2020 eine Einwohnerzahl von 283.506 ermittelt.

## Einwohnerentwicklung
| Jahr | Einwohner¹ |
| ---- | ---------- |
| 2000 | 187.950    |
| 2010 | 228.418    |
| 2020 | 283.506    |

¹ 2000–2020: Volkszählungen

## Demographie
Laut Volkszählung (Zensus) von 2000, lebten hier 187.035 Einwohner, 74.981 Haushalte und 43.563 Familien. Die Bevölkerungsdichte ist 763,1/km². 45,51 % haben weiße Hautfarbe, 43,81 % sind Afroamerikaner, 0,31 % indianischer Abstammung und 3,64 % asiatischen Ursprungs. 8,56 % sind Hispanics.
Das mittlere Einkommen pro Einwohner-Haushalt liegt bei 41.160 $, pro Familie bei 51.162 $. Das statistische Pro-Kopf-Einkommen in der Stadt liegt bei 22.526 $. 15,0 % der Bevölkerung und 11,3 % der Familien leben unterhalb der offiziellen Armutsgrenze.

## Wirtschaft
Die Metropolregion von Durham erbrachte 2016 ein Bruttoinlandsprodukt von 43,9 Milliarden US-Dollar und belegte damit Platz 63 unter den Großräumen der USA. Die Arbeitslosenrate in der Metropolregion betrug 3,3 Prozent und liegt damit unter dem nationalen Durchschnitt von 3,8 Prozent (Stand: März 2018).

## Bildung, Forschung
Durham beherbergt die Duke University, die North Carolina Central University und die North Carolina School of Science and Mathematics.
Umgeben vom Städtedreieck Raleigh, Durham und Chapel Hill liegt der Research Triangle Park.

## Sport
Die 10. Special Olympics World Summer Games fanden vom 26. Juni bis 4. Juli 1999 in Raleigh, Durham und Chapel Hill, North Carolina, USA, statt. Mehr als 7000 Athleten aus 161 Delegationen (nach einer anderen Quelle: 147) gingen an den Start.

## Verkehr
- Airport: Raleigh-Durham International Airport liegt unmittelbar südlich von Durham an der I-40.
- Interstate Highways: I-40 und I-85
- Eisenbahnverbindungen (Reisezüge): Amtrak’s Carolinian and Piedmont train bieten tägliche Verbindung nach Charlotte und Raleigh, von wo Verbindungen möglich sind nach Miami, Washington, D.C. und New Orleans.
- Lokale Buslinien: Innerhalb Durhams: the DATA bus system. Die Triangle Transit Authority betreibt Busse, die die Region versorgen und Anschlüsse bieten an die Stadtbusse in Raleigh und Chapel Hill.
- Der nördliche American-Tobacco-Trail-Endpunkt ist in Durhams Innenstadt.
- Trekking-Fahrrad: Alle öffentlichen Überlandbusse sind mit Trägerracks ausgestattet.

Eine Eisenbahnunterführung in Durham wurde zu einem Internet-Phänomen und damit international bekannt.
Das Light Rail Bahnprojekt, das Durham und Chapel Hill verbunden hätte, scheiterte 2019 am Widerstand der privaten Duke University.

## Klimatabelle
|                       | Jan  | Feb  | Mär  | Apr  | Mai  | Jun  | Jul   | Aug   | Sep  | Okt  | Nov  | Dez  |   |         |
| Mittl. Tagesmax. (°C) | 9,4  | 11,4 | 16,7 | 22,1 | 25,9 | 29,4 | 31,1  | 30,4  | 27,3 | 22,0 | 17,0 | 11,5 | ⌀ | 21,2    |
| Mittl. Tagesmin. (°C) | −1,8 | −0,4 | 3,7  | 7,9  | 12,9 | 17,6 | 20,1  | 19,7  | 16,2 | 9,1  | 4,3  | 0,2  | ⌀ | 9,2     |
|                       |      |      |      |      |      |      |       |       |      |      |      |      |   |         |
| Niederschlag (mm)     | 88,4 | 93,7 | 95,8 | 65,8 | 99,6 | 93,5 | 101,9 | 102,1 | 81,0 | 72,6 | 75,7 | 82,3 | Σ | 1.052,4 |
|                       |      |      |      |      |      |      |       |       |      |      |      |      |   |         |
| Regentage (d)         | 8,2  | 8,0  | 8,6  | 7,1  | 8,8  | 7,7  | 9,2   | 7,8   | 5,8  | 5,5  | 6,2  | 7,9  | Σ | 90,8    |

| −1,8 |

| −0,4 |

| 3,7 |

| 7,9 |

| 12,9 |

| 17,6 |

| 20,1 |

| 19,7 |

| 16,2 |

| 9,1 |

| 4,3 |

| 0,2 |

| −1,8 |

| −0,4 |

| 3,7 |

| 7,9 |

| 12,9 |

| 17,6 |

| 20,1 |

| 19,7 |

| 16,2 |

| 9,1 |

| 4,3 |

| 0,2 |

## Städtepartnerschaften
Durham unterhält Städtepartnerschaften mit
| - Arusha, Tansania - Toyama, Japan - Kostroma, Russland - Durham, Vereinigtes Königreich - Zhuzhou, Volksrepublik China | - Celaya, Mexiko - Kavala, Griechenland - Sibiu, Rumänien - Tilarán, Costa Rica |

Darüber hinaus bestehen Städtefreundschaften mit den Städten Kunshan und Xianningin der Volksrepublik China.

## Söhne und Töchter der Stadt
- David Aaron Baker (* 1963), Schauspieler
- Frederick P. Brooks (1931–2022), Software-Ingenieur und Informatiker
- Bull City Red (1917–1958), Blues-Musiker
- Shirley Caesar (* 1938), Gospelsängerin
- Ike Carpenter (1920–1998), Jazzmusiker und Bandleader
- Naida Cole (* 1974), Pianistin und Flötistin
- Betty Davis (1944–2022), Sängerin
- Cherie DeVille (* 1978), Pornodarstellerin
- Phoebe Dollar (* 1975), Schauspielerin
- James Buchanan Duke (1856–1925), US-amerikanischer Industrieller und Gründer des Tabakkonzerns American Tobacco
- Teddy Dunn (* 1980), Film- und Fernsehschauspieler
- Rick Ferrell (1905–1995), Baseballspieler in der Major League Baseball
- Penny Fuller (* 1940), Schauspielerin
- Nick Galifianakis (1928–2023), ehemaliger Politiker
- Creight E. Gilbert (1924–2011), Kunsthistoriker
- Kim Graham (* 1971), Sprinterin und Olympiasiegerin
- John H. Hager (1936–2020), Politiker und Vizegouverneur des Bundesstaates Virginia
- John Hart (* 1965), Schriftsteller
- Thomas Herndon (1937–1981), Opernsänger
- Patrick Kypson (* 1999), Tennisspieler
- Ricardo Lagos Weber (* 1962), chilenischer Anwalt und Politiker
- John D. Loudermilk (1934–2016), Country-Sänger und Songschreiber, sein Lied Tobacco Road beschreibt soziale Missstände im East Durham der 1950er Jahre
- Hugh I. Mangum (1877–1922), Fotograf[10]
- Elmira Mangum (* 1953), Bildungswissenschaftlerin und Universitätspräsidentin
- Jim Matthews (* 1961), Autorennfahrer
- Clyde McPhatter (1932–1972), Rhythm-and-Blues-Sänger
- Midori (* 1968), Pornodarstellerin und Sängerin
- Hafez Modirzadeh (* 1962), Musikwissenschaftler und Jazzmusiker
- LeRoi Moore (1961–2008), Saxophonist, bekannt als Gründungsmitglied der Dave Matthews Band
- Anita Morris (1943–1994), Schauspielerin
- Grady Tate (1932–2017), Jazzmusiker
- James E. Thompson Jr. (1935–2017), Generalleutnant der United States Army
- Mickey Tucker (* 1941), Jazzpianist und -organist
- Diana H. Wall (1943–2024), Ökologin, Bodenkundlerin und Hochschullehrerin
- Ricardo Lagos Weber (* 1962), chilenischer Anwalt und Politiker
- John Hart (* 1965), Schriftsteller
- Seth Wescott (* 1976), Snowboarder
- Kevin Wilson, Jr. (* 1990), Filmregisseur, Filmproduzent und Drehbuchautor
- Brandon Pérez (* 2000), US-amerikanisch-venezolanischer Tennisspieler
- Jessica Wright (* 2000), Sprinterin